# Мадона дела Скала (Бари)
Мадона дела Скала (итал. Madonna della Scala) је насеље у Италији у округу Бари, региону Апулија.
Према процени из 2011. у насељу је живело 29 становника. Насеље се налази на надморској висини од 412 м.